# Ilario Di Buò
Ilario Di Buò (Trieste, 13 de dezembro de 1965) é um arqueiro italiano, medalhista olímpico por equipes.

## Carreira
Ilario Di Buò esteve nos Jogos Olímpicos de 1984 a 2008 (exceto 1996), ganhando medalha apenas na sua quarta participação, nos 2000 em Sydney e repetiu o feito em Pequim 2008 conseguindo a prata por equipes. 